# Тайцзыхэ (река)
Тайцзыхэ́ (кит. упр. 太子河, букв. «Река наследника престола») — река на северо-востоке Китая, в провинции Ляонин.
Название реки связано с легендой о том, что именно здесь умер Дань (наследник престола царства Янь) после того, как посланный им Цзин Кэ не смог убить правителя царства Цинь Ин Чжэна.

## Течение
Река берёт начало в восточной части провинции Ляонин у поселений Янхуцзыгоу и Сяодунгоу и не продолжительно течёт на юго-запад, затем, у поселения Дадяньцзы, круто поворачивает на север. Дотекая до Цзяньчана, Тайцзыхэ снова меняет направление, теперь на северо-западное.
Далее река впадает в водохранилище Бэньси-Гуаньиньгэ возле Сяоши. Тут Тайцзыхэ принимает справа два притока: Даэрхэ и Тункоу. Затем река держит северо-западное направление, протекая через центр городского округа Бэньси.
После этого Тайцзыхэ впадает во второе водохранилище, образованное плотиной Цэньвошуйку. В этом водохранилище река принимает слева два притока: Сихэ и Ланьхэ.
Вытекая из водохранилища, Тайцзыхэ принимает слева реку Танхэ возле Сяотуня. Далее река поворачивает на северо-запад и протекает через центр городского округа Ляоян. Принимая справа реку Шахэ, Тайцзыхэ через несколько километров меняет направление течения на юго-западное. Тут река принимает слева Сяошахэ, а затем, справа, — Шахэ.
Поворачивая на запад, Тайцзыхэ сливается с Хуньхэ и образует Даляохэ. Та, в свою очередь, впадает в Ляодунский залив Жёлтого моря.